# David Lang (compositor)
David Lang (8 de janeiro de 1957) é um compositor estadunidense. Venceu em 2008 o Prémio Pulitzer de Música por The Little Match Girl Passion e Grammy Award em 2010. No cinema, produziu canções para os filmes Requiem for a Dream e Youth.